# Peter Gabriel
Peter Brian Gabriel (Woking, Surrey, 13 februari 1950) is een Britse zanger en muzikant. Hij is bekend als een van de creatieve breinen van de rockgroep Genesis, als soloartiest en als bedenker en aanjager van vele grote projecten. Hij wordt gezien als een van de meest vernieuwende progressieve rockartiesten van de laatste decennia.
Een bekende uitspraak van hem is: "My name is Peter Gabriel and primarily I make noises - and ideas".

## Biografie

### Genesis-periode

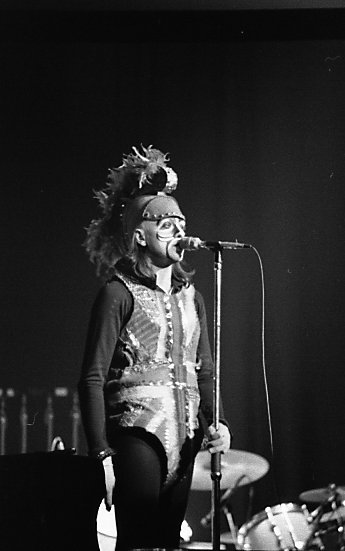
Gabriel (1974)

Gabriel was in 1967 samen met Mike Rutherford, Anthony Phillips en Tony Banks oprichter van de symfonische rockband Genesis. Genesis was een fusie van de schoolbands Anon en The Garden Wall en speelde in eerste instantie covers van onder andere The Yardbirds, Otis Redding en The Rolling Stones. Al snel ontdekten de leden van Genesis hun talent om zelf songs te schrijven en onder productie van Jonathan King brachten zij hun eerste album uit: From Genesis to Revelation. Dit album flopte. Bij liveoptredens viel Gabriel op door zijn extravagante kostuums en zijn klagende zang. Na de albums From Genesis to Revelation en Trespass stapte Anthony Phillips wegens podiumangst uit de band. Gitarist Steve Hackett en drummer Phil Collins werden aangetrokken als vervangers. De laatste als vervanger van drummer John Mayhew. 
Met Selling England by the Pound (1973) was Genesis voor het eerst succesvol. Het album bracht de groep haar eerste hitsingle, "I Know What I Like (in your wardrobe)". Strubbelingen tussen Gabriel en de rest van de groep tijdens de opname van het conceptalbum The Lamb Lies Down on Broadway (1974) leidden uiteindelijk tot het vertrek van Gabriel in 1975.

### Solo
Gabriels eerste soloalbum werd opgenomen in Toronto in 1976 en werd uitgebracht in februari 1977. Al snel kreeg het werk de bijnaam "Car", naar de cover van de lp. Gabriel was niet van plan een andere naam te geven aan zijn albums dan "Peter Gabriel". Het idee hierachter was om een merk en een product met een eigen identiteit te creëren. De hoes van het album is een foto van een Lancia-auto met regendruppels op de ramen, waar Gabriel door naar buiten staart.
De single "Solsbury Hill" werd een hit en groeide uit tot een van de meest gespeelde nummers van Gabriel, zowel op het podium als op de radio. Ook het nummer "Here Comes The Flood" is afkomstig van dit album. Opvallend was dat Gabriels sologeluid meer toegankelijk, minder zwaar en vooral minder rock was dan men gewend was van zijn Genesis-tijd. Op dit album nam Tony Levin de baspartijen voor zijn rekening. Op alle volgende albums van Gabriel zou Levin steeds te horen zijn en ook op de tournees is Levin, tot op de dag van vandaag, steeds aanwezig. Ter promotie van zijn eerste soloalbum maakte Gabriel in 1977 een grote tournee onder de naam "Expect The Unexpected Tour". Voor de fans een verrassende tour, omdat Gabriel niet uitpakte met extravagante kostuums zoals in zijn Genesis-tijd. In het kader van deze tournee deed Gabriel ook Nederland en België aan, respectievelijk in De Doelen in Rotterdam en Vorst Nationaal in Brussel.
Gabriels tweede album werd in het voorjaar van 1978 opgenomen, onder andere met gitarist Robert Fripp. Deze plaat, ook "Peter Gabriel" genaamd, werd bekend als "Scratch". Gabriels geluid en stijl waren veranderd in vergelijking tot het vorige album. Het geluid was veel somberder dan op het eerste album. De track "D.I.Y." werd uitgebracht als single. De cover van "Scratch" bestaat uit een foto van Gabriel, waarbij hij met zijn vingers scheuren aanbrengt in de foto.  In het najaar en winter van 1978 ondernam Gabriel een bescheiden tournee, waarin hij onder andere optrad in de Jaap Edenhal in Amsterdam en in het Duitse muziekprogramma Rockpalast.

### Jaren tachtig

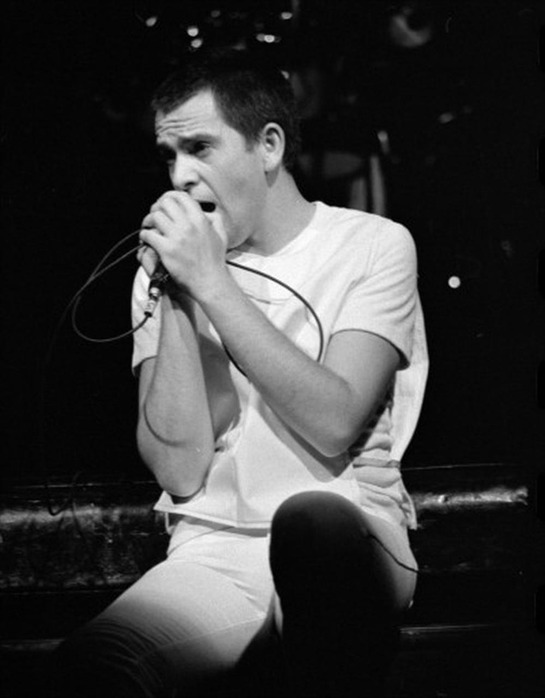
Gabriel (1978)

Met het uitbrengen van zijn derde soloalbum in mei 1980 ontwikkelde Gabriel zijn eigen unieke geluid en stijl. "Melt", zoals de plaat bekend is geworden, was Gabriels eerste nummer 1-album in Engeland. De officieuze titel "Melt" is een verwijzing naar de afbeelding op de omslag, waarop Gabriels gezicht wegsmelt. Naast de reguliere bandleden Tony Levin op bas en Jerry Marotta op drums, werkten diverse gastmuzikanten aan dit album mee, waaronder Phil Collins op drums, Kate Bush als achtergrondzangeres en Paul Weller, Robert Fripp, Dave Gregory en David Rhodes op gitaren. Rhodes werd tevens permanent lid van de band van Peter Gabriel, zowel live als in de studio. Diverse nummers op dit album sloegen aan, zoals 'Games Without Frontiers' en de klassieker 'Biko' over Steve Biko en de apartheid in Zuid-Afrika. Als gevolg van dit album ging Gabriel opnieuw op wereldtournee, de 'Tour of China 1984'. Opnieuw stond Nederland op de agenda en wel in het Muziekcentrum Vredenburg te Utrecht.

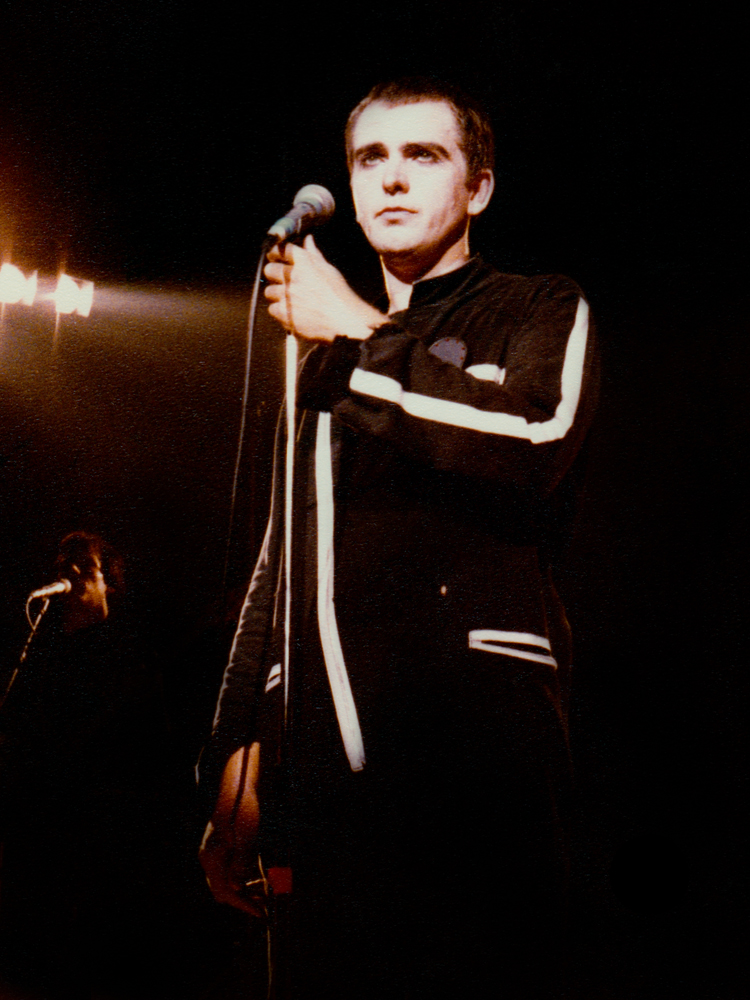
Peter Gabriel 'Tour of China 1984' (1980)

In 1980 stond Gabriel aan de wieg van WOMAD, World of Music, Arts & Dance. WOMAD organiseert in jaarlijks terugkerende festivals een samengaan van traditionele en moderne muziek, met inbreng uit alle hoeken van de wereld. Kort daarna richtte Gabriel Real World op, een studio en platenlabel om artiesten uit de hele wereld te promoten. De opnames worden veelal gemaakt in een Europese studio, vaak ook in zijn eigen studio bij het Engelse Bath, met Westerse producers en technici. Gabriel probeert zo om de kloof tussen de werelddelen een stukje kleiner te maken.
Gabriels vierde soloalbum werd opgenomen tussen 1980 en 1982 en leunde zwaar op de nieuwe technologie van sampling en drums/ritme-machines, inhakend op de toenemende invloed van wereldmuziek. Het platenlabel was ontevreden met het feit dat het album opnieuw Gabriel zou gaan heten en het dwong Gabriel om het album een naam te geven. In de Verenigde Staten werd het album als "Security" verkocht. De cover is een intrigerend en verontrustend beeld, dat lijkt op een masker of vervormd gezicht, afkomstig uit een aantal video-experimenten van Gabriel. De single "Shock the monkey" werd een succes en de eerste hit van Gabriel in de Verenigde Staten. In 1982 maakte hij zijn derde wereldtournee als soloartiest: "Playtime Tour 1988". Tijdens deze tournee was zijn gehele gezicht telkens geschminkt. Als onderdeel van de "Playtime Tour 1988" trad Peter in Nederland en België op in het Congresgebouw (Den Haag), Rock Torhout Festival (Torhout), Rock Werchter Festival (Werchter) en Vorst Nationaal (Brussel).
Op 3 oktober 1982 vond een eenmalig reünieconcert plaats van de leden van Genesis van dat moment (Collins, Rutherford, Banks, Stuermer en Thompson) met Peter Gabriel, genaamd Six of the Best Reunion Concert. Dit concert stond in het teken van WOMAD.
In 1983 verscheen de registratie van de "Playtime Tour 1988" als dubbelalbum onder de naam Peter Gabriel Plays Live. Het uit zestien nummers bestaande album werd opgenomen tijdens vier shows. Een opvallende close-up van Gabriels gezicht (dat volledig was geschminkt) - genomen door fotograaf Armando Gallo - werd de albumomslag.
In 1984 schreef Gabriel de soundtrack voor Alan Parkers speelfilm Birdy.

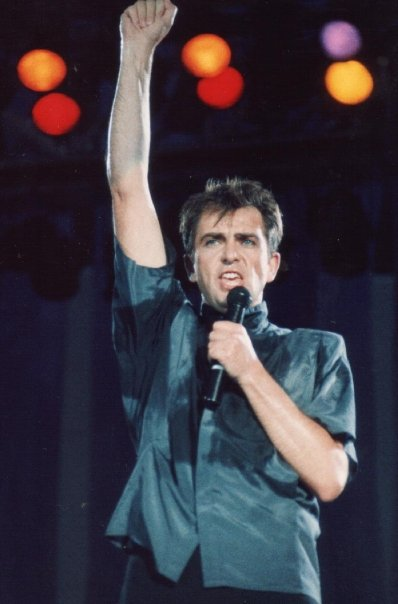
Gabriel (1986)

Gabriel bereikte definitief de status van superster in 1986 met zijn vijfde soloalbum So. Het album werd dubbel platina en won meer dan vijftig awards. Saillant detail is dat So een veel groter succes werd dan het album Invisible Touch van Gabriels oude band Genesis, dat op ongeveer hetzelfde moment op de markt kwam.
De eerste single van So, "Sledgehammer", was een enorm commercieel succes aan beide zijden van de Atlantische Oceaan. Opvallend was de videoclip van "Sledgehammer", door baanbrekende technieken van plasticine stop-motion-animatie. De videoclip wordt tot op de dag van vandaag hoog genoteerd in lijstjes van de beste videoclips. Ook de nummers "In Your Eyes", "Don't Give Up" (een duet met Kate Bush), "Red Rain" en "Big Time" bestormden wereldwijd de hitlijsten. Als afsluitend nummer staat op "So", 'This Is The Picture', dat tot stand kwam na een samenwerking met Laurie Anderson. Dit nummer staat op haar repertoire als "Excellent Birds".
Samen met zijn band maakte Gabriel tussen 1986 en 1989 de grootste tournee in zijn carrière tot dan toe, onder de naam "This Way Up", spelend in uitverkochte stadions, muziekhallen en festivals over de gehele wereld, waaronder twee concerten in Ahoy Rotterdam en op de Belgische muziekfestivals Rock Torhout en Rock Werchter. Op So en de "This Way Up"-toer verving de Fransman Manu Katché, o.a. bekend als drummer in de begeleidingsband van Sting, Jerry Marotta op de drums. De laatste jaren is Ged Lynch de drummer, zowel in de studio als op het podium.
Gabriel is altijd betrokken geweest bij de strijd voor mensenrechten, met name in Zuid-Afrika. In 1988 en 1990 was hij betrokken bij de Nelson Mandela-concerten in het Wembleystadion. De "Human Rights Tour" organiseerde hij in samenwerking met Amnesty International. Aan deze tour namen onder anderen ook Sting, Youssou N'Dour, Tracy Chapman en Bruce Springsteen deel.
In 1989 componeerde Gabriel opnieuw een soundtrack voor een film, te weten The Last Temptation of Christ van Martin Scorsese. Voor dit album ontving Gabriel een Grammy Award.

### Jaren negentig
Door zijn werk voor WOMAD en Real World en, omdat het privé tegenzat, duurde het even voor de opvolger van So zich aandiende. In 1992 verscheen dan uiteindelijk Us, een veel somberder plaat dan de voorgangers. "Steam" en "Digging In The Dirt" waren de succesvolle singles. Hoewel dit album het succes van So niet kon evenaren, werd het toch een commercieel succes. "Secret World" werd de naam voor de grote wereldwijde tournee die Gabriel maakte in 1993 en 1994. Gabriel pakte uit met grote podia en veel show-elementen, wat deed denken aan zijn tijd bij Genesis. De Amerikaanse Paula Cole en/of Britse zangeres/toetseniste Joy Askew (o.a. ook samengewerkt met Joe Jackson en Laurie Anderson) namen de vrouwelijke zangpartijen voor hun rekening, nadat Sinéad O'Connor was opgestapt. Opnieuw vonden er concerten plaats in Nederland en België, te weten twee optredens in Ahoy Rotterdam en één in het Congresgebouw in Den Haag, ten gevolge van het eerste WOMAD-festival dat in Nederland werd georganiseerd. Naast dat Gabriel voor de derde keer in zijn solocarrière Rock Torhout en Rock Werchter aan deed, trad hij ook op in de Flanders Expo in Gent. Voor de dvd-registratie van deze tournee ontving Gabriel opnieuw een Grammy Award.

### Deze eeuw

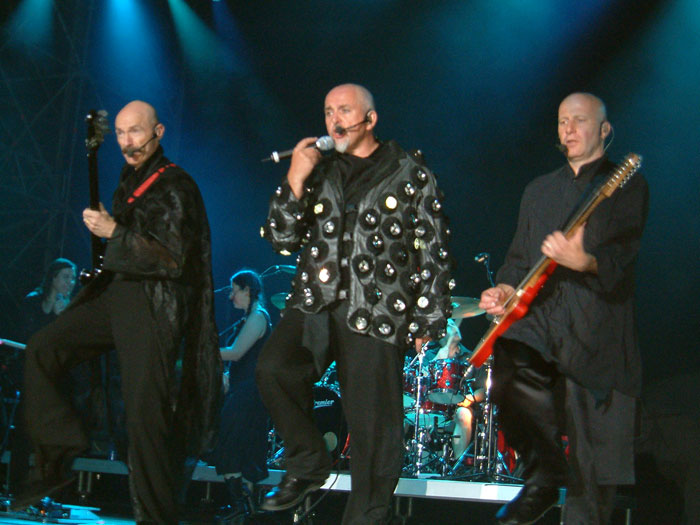
Gabriel (midden) tijdens een concert in 2004

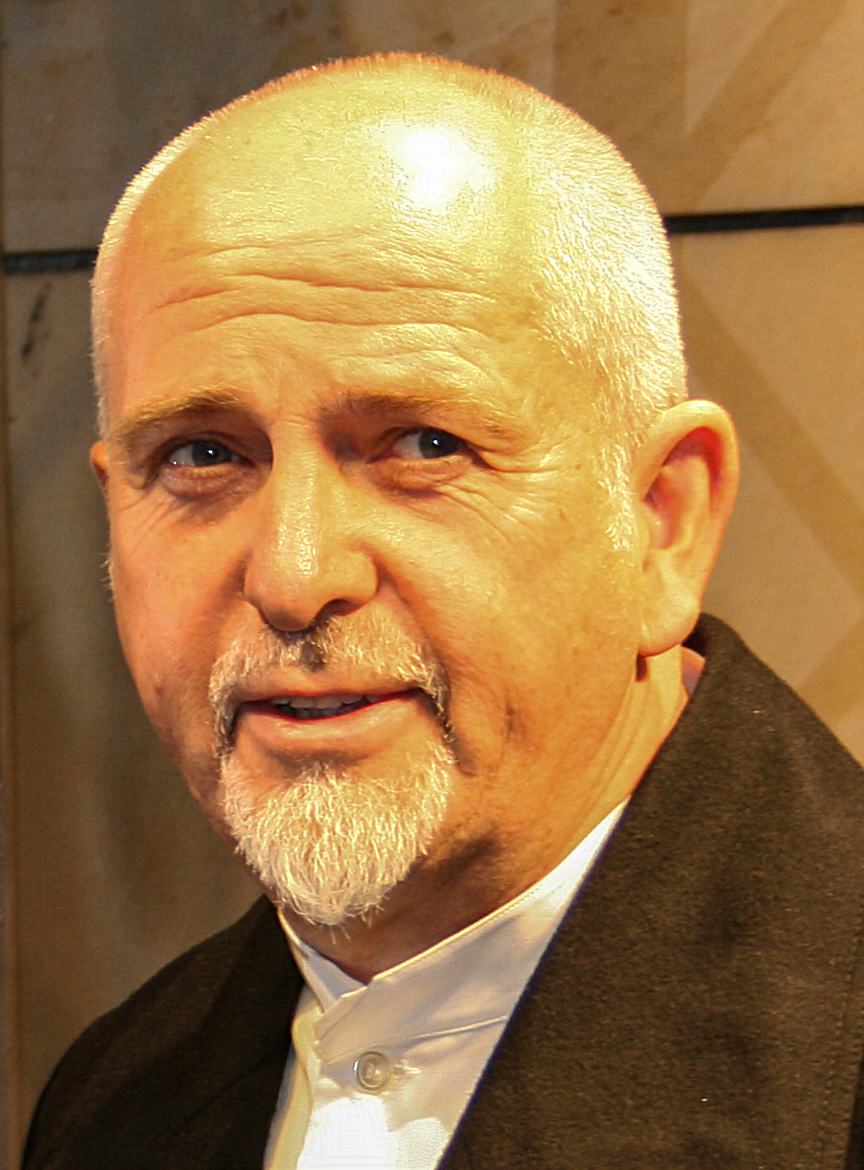
Peter Gabriel in 2008

In de jaren na deze succesvolle tournee bleef Gabriel uit de schijnwerpers, tot hij in 2000 de muziek schreef voor de Millennium Dome Show, het grootse spektakel in de Londense Millennium Dome. Dit werk heette OVO. Aan het project werd meegewerkt door onder meer Neneh Cherry, Liz Frazer en tal van muzikanten uit minder voor de hand liggende muziekstromingen. Het resultaat was een bundeling van wereldmuziek, waarbij de beelden even belangrijk waren als de muziek.
In 2001 schreef Gabriel de soundtrack voor de film Rabbit-Proof Fence van Phillip Noyce, die uitkwam in 2002. Dit jaar komt ook het album Up op de markt.  De cd was lang van tevoren aangekondigd, maar sloeg alleen aan bij de Gabriel-fans. Het geluid was te somber, te mystiek voor het grote publiek. Ook ging Gabriel weer op wereldtournee onder de naam "Growing Up". Door het succes van deze concertreeks, waarbij Ahoy Rotterdam en Vorst Nationaal in de agenda was opgenomen, werd in 2004 besloten een nieuwe tournee eraan vast te plakken, onder de naam "Still Growing Up". (Opnieuw gaf Gabriel acte de présence in Ahoy en Vorst). Tevens werd er in 2004, na Shaking The Tree uit 1990, een nieuwe greatest hits-cd op de markt gebracht. Deze dubbel-cd kreeg de naam Hit.
Van 2003 tot 2010 blijft Gabriel actief met diverse multimedia-projecten, bijdragen voor speelfilms en tours.
- Na in 2003 al een muzieknummer geschreven te hebben voor het computerspel "Uru: Ages Beyond Myst", leverde hij de muziek voor het vierde deel in de Myst-saga: "Revelations". Hij was zelfs dermate betrokken en aangetrokken bij het project dat hij in een voice-over voorzag.
- In 2004 voert Gabriel het nummer "The Book of Love" uit voor de film Shall We Dance? (2004). Deze cover van The Magnetic Fields wordt later in 2010 op het album 'scratch my back' opnieuw geplaatst.
- In 2005 werd Gabriel door Bob Geldof gevraagd de line-up te verzorgen voor Afrika Calling, het onderdeel van Live 8 waarbij artiesten uit Afrika het podium betraden.
- In 2006 speelde Gabriel tijdens de live-uitzending van de openingsceremonie van de Olympische Winterspelen van 2006 in Turijn het nummer "Imagine" van John Lennon.
- In de zomer van 2007 toerde Gabriel opnieuw door Europa met een reeks openluchtconcerten, de zogenaamde "Warm Up"-tour. Deze concerten waren weer "back to basic", zonder de grote show-elementen van zijn vorige shows. Op 29 juni 2007 gaf hij in het teken hiervan een openlucht concert in het Cultuurpark Westergasfabriek in Amsterdam. Ook was Gabriel een van de hoofdacts van Rock Werchter. Datzelfde jaar stond tevens de reünie van zijn oorspronkelijke band Genesis gepland. Maar onder meer door te drukke werkzaamheden nam Gabriel niet deel aan deze reünie.
- in 2008 doet Gabriel mee aan het multimedia-project waarvan het album Big Blue Ball wordt uitgebracht. Op dit album werken diverse artiesten samen en brengen gezamenlijk verschillende nummers ten gehore, waarbij Gabriel op drie songs te horen is.
- In de winter van 2008 werd Gabriel genomineerd voor een Oscar in de categorie beste muziek, met het nummer "Down to Earth" dat hij maakte voor de animatiefilm WALL•E. Bovendien was het de bedoeling dat Gabriel tijdens de Oscar-uitreiking op 22 februari 2009 een optreden zou geven. Gabriel zag hier vanaf, omdat hij niet het gehele nummer ten gehore mocht brengen, maar slechts als deel van een medley. Uiteindelijk viel "Down to Earth" niet in de prijzen.
- In het voorjaar van 2009 maakte Gabriel tevens een kleine tournee door Mexico en Zuid-Amerika. Het concert in Mexico Stad trok meer dan 38.000 bezoekers.

Op 25 juli 2009, tijdens het WOMAD-festival in Charlton Park, bracht Gabriel twee nummers ten gehore, die op 25 januari 2010 op zijn nieuwe album Scratch My Back kwamen, te weten "The Boy in the Bubble" (cover van Paul Simon) en het in 2004 al eens uitgevoerde "The Book of Love" (cover van The Magnetic Fields). Op het album covert Gabriel één nummer van elk van de volgende artiesten: David Bowie, Paul Simon, Elbow, Bon Iver, Talking Heads, Lou Reed, Arcade Fire, Magnetic Fields, Randy Newman, Regina Spektor, Neil Young en Radiohead. Op het in 2013 uitgekomen album "And I'll Scratch Yours" maken deze artiesten een cover van een nummer van Gabriel. Uitgezonderd David Bowie en Neil Young die het verzoek hiertoe afsloegen. David Byrne en Bon Iver wilden deze 'vrijgekomen' plekken wel invullen met een PG-cover.
Ter promotie van dit album ondernam Gabriel in 2010-2011 een tournee onder de naam "The New Blood Tour". In deze tournee zijn geen gitaren, bas en drums te horen, maar uitsluitend een orkest. Bij deze tournee doet hij op 16 september 2010 Vorst Nationaal en een dag later het Gelredome in Arnhem aan. Wegens het succes van deze tour werd in 2011 diverse nummers uit zijn oeuvre opnieuw uitgebracht op het album New Blood onder muzikale begeleiding van uitsluitend een orkest. Dit album reikte tot de twaalfde positie in de Nederlandse Album Top 100. Na het uitbrengen van dit album, werd de "New Blood Tour" verlengd tot en met 2012.
Om het 25-jarig jubileum te vieren van zijn succesvolste soloalbum So, onderneemt Peter Gabriel in het najaar van 2012 een tournee door Noord-Amerika, in najaar 2013 en voorjaar 2014 vervolgd met een Europese tournee. In deze concertreeks, "Back to front" genaamd, wordt Gabriel vergezeld door vele leden van de toenmalige band en zijn na de pauze de nummers van So ten gehore gebracht. Op 30 september 2013 trad hij op in de Ziggo Dome in Amsterdam en een dag later in Vorst Nationaal in Brussel. De opnamen van deze concerten zijn (per locatie) uitgegeven op cd.
Twee jaar later, in de zomer van 2016, was Peter Gabriel opnieuw live te horen. Samen met een ander popidool van weleer Sting toerde hij door Noord-Amerika. Samen speelden ze nummers uit elkaars oeuvre.
Begin november 2022 werd het nieuwe album "i/o" aangekondigd. De release van dit album komt 20 jaar na Up, het vorige album met origineel eigen werk. I/o werd uitgebracht op 1 december 2023 door Real World Records. Samen met de aankondiging van het nieuwe album werd ook "i/o The Tour", de Europese concert tournee, aangekondigd. Tijdens deze tour zullen Tony Levin, David Rhodes en Manu Katché opnieuw deel uitmaken van zijn begeleidingsband.

## Discografie

### Albums
| Album met eventuele hitnotering(en) in de Nederlandse Album Top 100 | Datum van verschijnen | Datum van binnenkomst | Hoogste positie | Aantal weken | Opmerkingen                                                                               |
| ------------------------------------------------------------------- | --------------------- | --------------------- | --------------- | ------------ | ----------------------------------------------------------------------------------------- |
| Peter Gabriel (Car)                                                 | 25-02-1977            | 26-02-1977            | 11              | 19           | ook uitgebracht op sacd                                                                   |
| Peter Gabriel (Scratch)                                             | 03-06-1978            | 10-06-1978            | 31              | 7            | ook uitgebracht op sacd                                                                   |
| Peter Gabriel (Melt)                                                | 13-05-1980            | 14-06-1980            | 33              | 5            | ook uitgebracht op sacd                                                                   |
| Peter Gabriel (Security)                                            | 04-08-1982            | 18-09-1982            | 22              | 7            | ook uitgebracht op sacd                                                                   |
| Plays live                                                          | 09-06-1982            | 25-06-1983            | 25              | 11           | Livealbum ook uitgebracht op sacd                                                         |
| Birdy                                                               | 1985                  | 06-04-1985            | 68              | 4            | Soundtrack "Birdy" ook uitgebracht op sacd                                                |
| So                                                                  | 1986                  | 07-06-1986            | 1(4wk)          | 47           | ook uitgebracht op sacd                                                                   |
| Passion                                                             | 05-06-1989            | 24-06-1989            | 38              | 11           | Soundtrack "The Last Temptation of Christ" ook uitgebracht op sacd                        |
| Shaking the tree - Sixteen golden greats                            | 19-11-1990            | 01-12-1990            | 14              | 17           | Verzamelalbum ook uitgebracht op sacd                                                     |
| Us                                                                  | 28-09-1992            | 10-10-1992            | 9               | 30           | ook uitgebracht op sacd                                                                   |
| Secret world live                                                   | 25-08-1994            | 10-09-1994            | 13              | 26           | Livealbum                                                                                 |
| OVO - The millennium show                                           | 2000                  | 01-07-2000            | 66              | 2            | Soundtrack "Millennium Dome Show"                                                         |
| Long walk home                                                      | 2002                  | -                     |                 |              | Soundtrack "Rabbit-Proof Fence"                                                           |
| Up                                                                  | 24-09-2002            | 28-09-2002            | 18              | 9            | ook uitgebracht op sacd                                                                   |
| Hit                                                                 | 31-10-2003            | -                     |                 |              | Verzamelalbum                                                                             |
| Scratch my back                                                     | 12-02-2010            | 20-02-2010            | 10              | 9            | Covers                                                                                    |
| New blood                                                           | 07-10-2011            | 15-10-2011            | 12              | 5            | Met orkest                                                                                |
| So [25th anniversary edition]                                       | 2012                  |                       |                 |              | heruitgave                                                                                |
| Scratch my back/ and I'll scratch yours                             | 23-09-2013            | 23-09-2012            | 64              | 3            | songwriters exchange                                                                      |
| Rated PG                                                            | 13-04-2019            | -                     | -               | -            | compilatie van soundtrack nummers                                                         |
| Flotsam and Jetsam                                                  | 13-09-2019            | -                     | -               | -            | compilatie van b-sides, remixes en nummers die nog niet waren verschenen (enkel digitaal) |
| i/o                                                                 | 01-12-2023            | -                     | -               | -            |                                                                                           |

| Album met hitnotering(en) in de Vlaamse Ultratop 200 albums | Datum van verschijnen | Datum van binnenkomst | Hoogste positie | Aantal weken | Opmerkingen   |
| ----------------------------------------------------------- | --------------------- | --------------------- | --------------- | ------------ | ------------- |
| Up                                                          | 2002                  | 05-10-2002            | 21              | 4            |               |
| Hit                                                         | 2003                  | 22-11-2003            | 34              | 9            | Verzamelalbum |
| Scratch my back                                             | 2010                  | 20-02-2010            | 13              | 9            | Covers        |
| New blood                                                   | 2011                  | 15-10-2011            | 11              | 6            | Met orkest    |
| So [25th anniversary edition]                               | 2012                  | 27-10-2012            | 150             | 1*           | heruitgave    |

### Singles
| Single met eventuele hitnotering(en) in de Nederlandse Top 40 | Datum van verschijnen | Datum van binnenkomst | Hoogste positie | Aantal weken | Opmerkingen                                                                 |
| ------------------------------------------------------------- | --------------------- | --------------------- | --------------- | ------------ | --------------------------------------------------------------------------- |
| Solsbury hill                                                 | 1977                  | 23-04-1977            | 11              | 6            | Nr. 13 in de Single Top 100                                                 |
| Sledgehammer                                                  | 1986                  | 10-05-1986            | 10              | 12           | Nr. 6 in de Single Top 100                                                  |
| Don't give up                                                 | 1986                  | 29-11-1986            | 4               | 12           | met Kate Bush / Nr. 5 in de Single Top 100                                  |
| Big time                                                      | 1987                  | 18-04-1987            | 24              | 5            | Nr. 25 in de Single Top 100                                                 |
| Fallen angel                                                  | 1987                  | 21-11-1987            | tip13           | -            | met Robbie Robertson                                                        |
| Solsbury hill                                                 | 1991                  | 26-01-1991            | 35              | 3            | heruitgave als onderdeel van Shaking the tree / Nr. 26 in de Single Top 100 |
| Digging in the Dirt                                           | 1992                  | 26-09-1992            | 30              | 3            | Nr. 39 in de Single Top 100                                                 |
| Steam                                                         | 1992                  | 09-01-1993            | 16              | 6            | Nr. 27 in de Single Top 100 / Alarmschijf                                   |
| While the earth sleeps                                        | 1996                  | 24-02-1996            | tip14           | -            | met Deep Forest                                                             |
| When you're falling                                           | 2001                  | -                     |                 |              | met Afro Celt Sound System / Nr. 86 in de Single Top 100                    |

| Single met hitnotering(en) in de Vlaamse Ultratop 50 | Datum van verschijnen | Datum van binnenkomst | Hoogste positie | Aantal weken | Opmerkingen                                |
| ---------------------------------------------------- | --------------------- | --------------------- | --------------- | ------------ | ------------------------------------------ |
| Solsbury hill                                        | 1977                  | -                     |                 |              | Nr. 14 in de Radio 2 Top 30                |
| Solsbury hill (Live)                                 | 1984                  | -                     |                 |              | Nr. 29 in de Radio 2 Top 30                |
| Sledgehammer                                         | 1986                  | -                     |                 |              | Nr. 7 in de Radio 2 Top 30                 |
| Don't give up                                        | 1986                  | -                     |                 |              | met Kate Bush / Nr. 7 in de Radio 2 Top 30 |
| Big time                                             | 1987                  | -                     |                 |              | Nr. 14 in de Radio 2 Top 30                |
| Digging in the dirt                                  | 1992                  | -                     |                 |              | Nr. 23 in de Radio 2 Top 30                |
| Steam                                                | 1993                  | -                     |                 |              | Nr. 18 in de Radio 2 Top 30                |
| The book of love                                     | 2010                  | -                     |                 |              | Nr. 26 in de Radio 2 Top 30                |

### NPO Radio 2 Top 2000
| Nummers met noteringen in de NPO Radio 2 Top 2000 | '99 | '00 | '01 | '02 | '03 | '04 | '05 | '06 | '07 | '08 | '09 | '10 | '11 | '12 | '13 | '14 | '15  | '16  | '17  | '18  | '19  | '20  | '21  | '22  | '23  | '24  |
| ------------------------------------------------- | --- | --- | --- | --- | --- | --- | --- | --- | --- | --- | --- | --- | --- | --- | --- | --- | ---- | ---- | ---- | ---- | ---- | ---- | ---- | ---- | ---- | ---- |
| Biko                                              | 420 | -   | -   | 462 | 472 | 437 | 476 | 587 | 713 | 566 | 502 | 515 | 647 | 694 | 578 | 691 | 933  | 854  | 1157 | 1344 | 1346 | 1287 | 1385 | 1466 | 1423 | 1458 |
| Don't Give Up (met Kate Bush)                     | 171 | 162 | 183 | 172 | 213 | 193 | 155 | 194 | 238 | 184 | 255 | 219 | 279 | 237 | 238 | 190 | 254  | 309  | 302  | 295  | 341  | 289  | 308  | 305  | 296  | 307  |
| In Your Eyes                                      | -   | -   | -   | -   | -   | -   | -   | -   | -   | -   | -   | -   | -   | -   | -   | -   | -    | -    | -    | 1652 | 1601 | 1642 | 1715 | 1575 | 1571 | 1696 |
| Sledgehammer                                      | 749 | 484 | 593 | 852 | 588 | 623 | 748 | 830 | 989 | 754 | 912 | 861 | 970 | 917 | 951 | 975 | 1100 | 1011 | 1076 | 1272 | 1345 | 1243 | 1313 | 1356 | 1375 | 1440 |
| Solsbury Hill                                     | 315 | 272 | 343 | 186 | 197 | 200 | 252 | 261 | 369 | 246 | 243 | 230 | 275 | 295 | 258 | 262 | 317  | 289  | 291  | 406  | 395  | 331  | 347  | 341  | 365  | 403  |

1. ↑  Een '-' betekent dat het nummer niet was genoteerd en een vetgedrukt getal geeft de hoogste notering van een nummer aan.

### Dvd's
| Dvd's met hitnoteringen in de Nederlandse Music Top 30  | Datum van verschijnen | Datum van binnenkomst | Hoogste positie | Aantal weken | Opmerkingen |
| ------------------------------------------------------- | --------------------- | --------------------- | --------------- | ------------ | ----------- |
| Secret world live                                       | 2003                  | 26-04-2003            | 7               | 22           |             |
| Still growing up - Live & unwrapped                     | 2003                  | 08-11-2003            | 12              | 5            |             |
| New Blood - Live in London                              | 2011                  | 29-10-2011            | 5               | 1            |             |
| So - The definitive authorised story of the album       | 2012                  | 27-10-2012            | 27              | 1            |             |
| Live in Athens 1987                                     | 2013                  | 28-09-2013            | 6               | 6            |             |
| Back to front - Live in London                          | 2014                  | 28-06-2014            | 1(3wk)          | 41           |             |
| Growing up - live / Still growing up - Live & unwrapped | 2016                  | 22-10-2016            | 10              | 1            |             |

### Albums
Albums met Genesis
- 1969 - From Genesis to Revelation
- 1970 - Trespass
- 1971 - Nursery Cryme
- 1972 - Foxtrot
- 1973 - Genesis Live (livealbum)
- 1973 - Selling England by the Pound
- 1974 - The Lamb Lies Down on Broadway

In samenwerking met andere artiesten
- 1990 - One World One Voice
- 2008 - Big Blue Ball

### Film: video en dvd
- 1988 - POV (live-registratie concert "This Way Up" tour)
- 1989 - CV (videoclips 1982-1989)
- 1993 - All About Us (promotievideo's en "the making of" van Us)
- 1995 - Secret World Live (live-registratie concert "Secret World" tour)
- 1998 - I Grieve(single uit City of Angels)
- 2002 - More Than This (dvd-single)
- 2003 - Growing Up (dvd-single)
- 2003 - Growing Up Live (live-registratie concert "Growing Up" tour)
- 2004 - PLAY: The Videos (alle 23 videoclips van Peter Gabriel)
- 2005 - Growing Up on Tour (familieportret van Anne Gabriel, op tournee met haar vader)
- 2005 - Still Growing Up: Live and Unwrapped (live-registratie concert "Still Growing Up" tour)
- 2011 - New Blood: Live in Londen

### Als gastmuzikant (onvolledig)
- 1970 - "Katmandu" (fluit) op Mona Bone Jakon van Cat Stevens
- 1971 - achtergrondzang op Colin Scot van Colin Scot[4]
- 1979 - "Preface" (zang) en "Here Comes the Flood" (zang en piano) op Exposure van Robert Fripp
- 1981 - "Screaming Jets" (achtergrondzang) op Walking into Mirrors van Johnny Warman
- 1984 - "Langue d'Amour" (achtergrondzang), "Gravity's Angel" (achtergrondzang) en "Excellent Birds" (zang en toetsen) op Mister Heartbreak van Laurie Anderson
- 1985 - "Take Me Home" (achtergrondzang) op No Jacket Required van Phil Collins
- 1986 - "Everywhere I Go" (achtergrondzang) op Reconciled van The Call[5]
- 1987 - "Winds of Change" (achtergrondzang en toetsen) op Female Trouble van Nona Hendryx[6]
- 1987 - "Fallen Angel" (achtergrondzang en toetsen) en "Broken Arrow" (toetsen) op Robbie Robertson van Robbie Robertson[7]
- 1988 - "My Secret Place" (zang en toetsen) op Chalk Mark in a Rain Storm van Joni Mitchell
- 1989 - "Shakin' the Tree" (zang) op The Lion van Youssou N'Dour[8]
- 1994 - "Qualquer Coisa A Haver Com O Paraiso" (zang) op Angelus van Milton Nascimento[9]
- 1996 - "I'm Still Looking for a Home" (zang) op Tender City van Joy Askew[10]
- 1998 - "Keening of the Three Marys" (achtergrondzang) op Lights in the Dark van Hector Zazou[11]
- 2001 - "When You're Falling" (zang en toetsen) op Volume 3: Further in Time van Afro Celt Sound System[12]
- 2007 - "Salala" (zang) op Djin Djin van Angélique Kidjo[13]

## Tournees
- 1977 - "Expect the Unexpected" (Peter Gabriel I)
- 1977 - "Sightings in the test area during autumn" (Peter Gabriel I)
- 1978 - "2nd Tour" (Peter Gabriel II)
- 1980 - "Tour of China 1984" (Peter Gabriel III)
- 1982-1983 - "Playtime Tour 1988" (Peter Gabriel IV)
- 1986-1987 - "This Way Up" (So)
- 1986-1990 - “Human Rights Now” (benefietconcerten Amnesty International)
- 1993-1994 - "Secret World" (Us)
- 2002-2003 - "Growing Up" (Up)
- 2004 - "Still Growing Up" (Up en Hit)
- 2007 - "Warm Up"
- 2009 - "Latin American Tour"
- 2010-2012 - "The New Blood Tour" (Scratch my back)
- 2012-2014 - "Back to Front" (25 jaar So)
- 2016 - "Rock Paper Scissors Tour" (samen met Sting)
- 2023 - i/o The Tour